# Von der Skyline zum Bordstein zurück
Von der Skyline zum Bordstein zurück (kurz VdSzBz) ist das vierte Soloalbum des Berliner Rappers Bushido. Es wurde über Bushidos Label ersguterjunge am 4. September 2006 veröffentlicht und über Universal vertrieben. Es ist das letzte Album, das Bushido in Zusammenarbeit mit Universal veröffentlichte und war ein kommerzieller Erfolg. Auf Von der Skyline zum Bordstein zurück verzichtete Bushido erstmals auf jegliche Gastbeiträge anderer Musiker. Es stieg in Deutschland auf Platz 2 und in Österreich auf Platz 3 der Albumcharts ein. 2007 erreichte es als erstes Bushido-Album in Deutschland Platin-Status für über 200.000 verkaufte Einheiten. In Österreich wurde es mit einer Goldenen Schallplatte ausgezeichnet. Bis zum Erscheinen von Bushidos Nachfolgealbum 7 war es damit dessen bis dato erfolgreichste Veröffentlichung. Darüber hinaus wurde das Album im Jahr 2007 mit einem Echo in der Kategorie Künstler/Künstlerin/Gruppe des Jahres Hip-Hop/R&B (national) ausgezeichnet. In dem Zeitraum zwischen 2010 und 2021 durfte das Album aufgrund von Urheberrechtsverletzungen nicht mehr vertrieben werden.

## Hintergrund
Der Name ist angelehnt an sein erstes Soloalbum Vom Bordstein bis zur Skyline, welches 2003 über Aggro Berlin erschien. Das Album gilt unter vielen Kritikern als Meilenstein des deutschen Raps. Ein halbes Jahr nach Veröffentlichung des Albums trennte sich Bushido von seinem damaligen Label und unterschrieb einen Vertrag bei Universal, wo er vor Von der Skyline zum Bordstein zurück mit Electro Ghetto und Staatsfeind Nr. 1 zwei weitere Solo-Alben veröffentlichte. Mit Von der Skyline zum Bordstein zurück wollte Bushido nicht, wie der Titel nahelegt, einen Nachfolger für Vom Bordstein bis zur Skyline veröffentlichen, aber im Verhältnis zu seinen vorherigen beiden Alben eine stärkere musikalische Annäherung an dieses vornehmen.
Das Album stellt insofern eine Besonderheit dar, als es ein reines Soloalbum ist und Bushido erstmals vollständig auf Features verzichtet. Nach Darstellung Bushidos lag der Grund dafür vorwiegend darin, dass dem Album im Februar 2006 die Veröffentlichung des ersten ersguterjunge-Labelsamplers Album und zum Zeitpunkt der Albumentstehung für Dezember 2006 mit Vendetta bereits eine weitere Veröffentlichung dieser Art geplant gewesen war. Bushido habe deshalb sein Album in diesem Zeitfenster nicht durch die andernfalls erfolgte Aufnahme von Gastbeiträgen diverser ersguterjunge-Vertragskünstler wie einen weiteren Labelsampler wirken lassen wollen. Auf Anraten von Eko Fresh entschied er sich deshalb gegen die Aufnahme jeglicher Gastbeiträge.

## Entstehung
Weite Teile des Albums, nach Bushidos Angaben etwa die Hälfte, entstanden im Kölner Hyatt-Hotel, in dem Bushido für den Zeitraum von drei Wochen zum Preis von 20.000 Euro eine Suite für sich und den Produzenten Kingsize anmietete.
Insgesamt nahm Bushido für das Album 28 Titel auf, von denen 24 für das Album vorgesehen waren. Ursprünglich hätte der 11. Anspieltitel des Albums ein Lied mit dem Namen September sein sollen. Angesichts der vereitelten Terroranschläge vom 10. August 2006 in London, unmittelbar vor Albumveröffentlichung, drängte Universal jedoch darauf, den Titel vom Album nehmen zu lassen. Bushido gab später in Interviews an, dass dieses Anliegen ursächlich für seine anschließende Trennung von Universal gewesen sei und er dem Wunsch der Plattenfirma nur nachgekommen sei, da diese ihn im Gegenzug aus seinem Vertrag entließ, der noch die Aufnahme eines weiteren Albums vorgesehen hätte.

## Inhalt
Im Rahmen dessen greift Bushido in mehreren Stücken Textzeilen früherer Veröffentlichungen auf und verwendet sie in einem neuen Zusammenhang. In dem Titel Kein Fenster verarbeitet Bushido, der während der Aufnahmen zu seinem Vorgängeralbum Staatsfeind Nr. 1 selbst zeitweilig in Linz in Untersuchungshaft genommen worden war, verschiedene Gefängnis-Klischees und stellt, eigener Aussage zufolge, so seinen eigenen Gefängnisaufenthalt selbstironisch dar.
Auf dem Album stichelt Bushido gegen seine ehemaligen Label-Kollegen Sido, Fler und B-Tight. Namentlich gedisst werden Rapper wie Raptile, Curse, Ercandize und Tefla & Jaleel, sowie die Formation Rapsoul und die Mitglieder des Berliner Labels Amstaff, besonders Bass Sultan Hengzt. Auch das Hip-Hop-Magazin Backspin und das Hip-Hop-Festival Splash werden abfällig erwähnt.

## Produktion
Wie schon auf Vom Bordstein zur Skyline zeigte sich Bushido überwiegend selbst für die Produktion des Albums verantwortlich. Lediglich beim Abmischen der Titel wurde er durch den Produzenten Kingsize, der als einziger weitere Produzent zwei Titel des Albums produzierte, unterstützt.

## Urheberrechtsverletzungen
Nach Angaben der Neoklassik-Band Dark Sanctuary hat Bushido sich für das Album in mindestens acht Fällen aus ihrem Songmaterial bedient. Die Loops hat Bushido mehrfach hintereinander geschnitten und einen neuen Text darübergelegt. Als Komponist war nur Bushido angegeben. Eine außergerichtliche Einigung scheiterte. Das Hamburger Landgericht verurteilte Bushido am 23. März 2010 zu einer Billigkeitsentschädigung für den immateriellen Schaden. Die Richter sprachen Dark Sanctuary Schadensersatz zu, auch weil Bushido ohne Genehmigung der Komponisten seine Texte über deren Musik gelegt hatte. Die beanstandeten Titel mussten alle aus dem Verkauf genommen werden. Im Jahr 2021 erklärte Bushido in einer Instagram-Story, dass der Rechtsstreit gelöst sei und das Album wurde daraufhin auf allen digitalen Plattformen veröffentlicht.

## Titelliste
| Nr.          | Titel                                | Musik        | Länge   |
| ------------ | ------------------------------------ | ------------ | ------- |
| 1.           | Intro                                | Bushido      | 2:08    |
| 2.           | Universal Soldier                    | Bushido      | 3:43    |
| 3.           | Weißt Du?                            | Bushido      | 3:39    |
| 4.           | Goldrapper                           | Bushido      | 3:54    |
| 5.           | Sonnenbank Flavour                   | Bushido      | 3:40    |
| 6.           | Kurt Cobain                          | Bushido      | 3:28    |
| 7.           | Wenn ein Gangster weint              | Bushido      | 3:32    |
| 8.           | Ich schlafe ein                      | Kingsize     | 3:16    |
| 9.           | Hast Du was bist Du was              | Bushido      | 4:08    |
| 10.          | Alphatier                            | Bushido      | 3:43    |
| 11.          | Bloodsport                           | Bushido      | 4:01    |
| 12.          | Sex in the City                      | Bushido      | 4:02    |
| 13.          | Dealer vom Block                     | Bushido      | 3:48    |
| 14.          | Bravo Cover                          | Bushido      | 3:10    |
| 15.          | Ich regele das                       | Bushido      | 3:44    |
| 16.          | Kickboxer                            | Bushido      | 3:26    |
| 17.          | Blaues Licht                         | Bushido      | 3:59    |
| 18.          | Janine                               | Bushido      | 3:59    |
| 19.          | Kein Fenster                         | Bushido      | 3:46    |
| 20.          | Von der Skyline zum Bordstein zurück | Bushido      | 4:03    |
| 21.          | Outro                                | Kingsize     | 1:38    |
| Gesamtlänge: | Gesamtlänge:                         | Gesamtlänge: | 1:14:55 |

| Nr. | Titel                                       | Musik   | Länge |
| --- | ------------------------------------------- | ------- | ----- |
| 1.  | Wieder von der Skyline zum Bordstein zurück | Bushido | 3:52  |
| 2.  | Knight Rider                                | Bushido | 3:46  |

Platinum Edition:
Enthält 2 Audio-CDs: Auf der ersten CD die oben genannten Tracks (ohne die der limitierten Version) und auf der zweiten CD einige Tracks aus dem Album Vom Bordstein bis zur Skyline mit drei zusätzlichen Remixen und dem Track Es ist OK aus dem Album Geben & Nehmen von Nyze.
| Nr.          | Titel                                | Musik        | Länge   |
| ------------ | ------------------------------------ | ------------ | ------- |
| 1.           | Intro                                | Bushido      | 2:08    |
| 2.           | Universal Soldier                    | Bushido      | 3:43    |
| 3.           | Weißt Du?                            | Bushido      | 3:39    |
| 4.           | Goldrapper                           | Bushido      | 3:54    |
| 5.           | Sonnenbank Flavour                   | Bushido      | 3:40    |
| 6.           | Kurt Cobain                          | Bushido      | 3:28    |
| 7.           | Wenn ein Gangster weint              | Bushido      | 3:32    |
| 8.           | Ich schlafe ein                      | Kingsize     | 3:16    |
| 9.           | Hast Du was bist Du was              | Bushido      | 4:08    |
| 10.          | Alphatier                            | Bushido      | 3:43    |
| 11.          | Bloodsport                           | Bushido      | 4:01    |
| 12.          | Sex in the City                      | Bushido      | 4:02    |
| 13.          | Dealer vom Block                     | Bushido      | 3:48    |
| 14.          | Bravo Cover                          | Bushido      | 3:10    |
| 15.          | Ich regele das                       | Bushido      | 3:44    |
| 16.          | Kickboxer                            | Bushido      | 3:26    |
| 17.          | Blaues Licht                         | Bushido      | 3:59    |
| 18.          | Janine                               | Bushido      | 3:59    |
| 19.          | Kein Fenster                         | Bushido      | 3:46    |
| 20.          | Von der Skyline zum Bordstein zurück | Bushido      | 4:03    |
| 21.          | Outro                                | Kingsize     | 1:38    |
| Gesamtlänge: | Gesamtlänge:                         | Gesamtlänge: | 1:14:55 |

| Nr. | Titel                                      | Musik                       | Länge |
| --- | ------------------------------------------ | --------------------------- | ----- |
| 1.  | Electrofaust                               | DJ Ilan                     | 2:12  |
| 2.  | Bushido (feat. Billy13)                    | Bushido                     | 4:49  |
| 3.  | Bei Nacht                                  | Bushido, Bommer und DJ Ilan | 3:23  |
| 4.  | Berlin                                     | Bushido                     | 3:13  |
| 5.  | Vaterland (feat. Fler)                     | Bushido                     | 3:23  |
| 6.  | Pitch Bitch                                | Bushido und DJ Ilan         | 0:42  |
| 7.  | Mein Revier (feat. Fler)                   | Bushido und DJ Ilan         | 4:43  |
| 8.  | Renn (feat. A.i.d.S)                       | Sido                        | 4:37  |
| 9.  | Gemein wie 10                              | Bushido und DJ Ilan         | 3:50  |
| 10. | Streetwars                                 | Bushido                     | 0:34  |
| 11. | Asphalt (feat. Fler)                       | Bushido                     | 4:04  |
| 12. | Stupid white Man (feat. Sahira)            | Bushido                     | 4:42  |
| 13. | Zukunft (feat. Fler)                       | Bushido                     | 3:44  |
| 14. | Vom Bordstein bis zur Skyline (feat. Fler) | Bushido                     | 3:52  |
| 15. | Outro                                      | Bushido und DJ Ilan         | 3:02  |
| 16. | Berlin (Remix) (feat. Kay One & Chakuza)   | Bushido                     | 2:16  |
| 17. | Bei Nacht (Remix) (feat.Nyze & Kay One)    | Bushido, Bommer und DJ Ilan | 3:28  |
| 18. | Sonnenbank Flavour (feat. Faible Remix)    | Faible                      | 3:58  |
| 19. | Es ist Ok (feat. Nyze)                     | Bushido                     | 3:44  |

## Rezeption

### Rezensionen
| Professionelle Bewertungen | Professionelle Bewertungen |
| -------------------------- | -------------------------- |
| Kritiken                   |                            |
| Quelle                     | Bewertung                  |
| Laut                       | [ 5 ]                      |
| Allmusic                   | [ 12 ]                     |
| Rap.de                     | [ 13 ]                     |
| hiphop-jam.net             | [ 14 ]                     |
| rap4fame.de                | [ 15 ]                     |

Von der Skyline zum Bordstein zurück erhielt überwiegend positive Kritiken. Die E-Zine laut.de verlieh dem Album 4 von 5 möglichen Sternen und erklärte, dass sie dem Künstler ein Album auf diesem Niveau „einfach nicht mehr zugetraut“ hätte. Insbesondere der völligen Verzicht Bushidos auf Gastbeiträge wurde vom Rezensenten gelobt. Die Titel Universal Soldier, Sonnenbank Flavour, Alphatier und Hast du was, bist du was wurden dabei als atmosphärische Highlights des Albums hervorgehoben. Darüber hinaus fand die technische Qualität Bloodsport besondere Erwähnung. Der Titel Goldrapper wurde hingegen als unstimmig zum inhaltlichen Gesamtrahmen des Albums angesehen.

### Chartplatzierungen
Das Album stieg auf Platz zwei der Albumcharts in Deutschland, auf Platz drei in Österreich und Platz 15 in der Schweiz ein.
| ChartsChartplatzierungen | Höchstplatzierung | Wochen |
| ------------------------ | ----------------- | ------ |
| Deutschland (GfK)        | 2 (48 Wo.)        | 48     |
| Österreich (Ö3)          | 3 (23 Wo.)        | 23     |
| Schweiz (IFPI)           | 15 (23 Wo.)       | 23     |

| ChartsJahrescharts (2006) | Platzierung |
| ------------------------- | ----------- |
| Deutschland (GfK)         | 46          |

### Auszeichnungen für Musikverkäufe
Bereits zwei Wochen nach der Veröffentlichung erreichte das Album in Deutschland sowie in Österreich Goldstatus. In der Sendung Johannes B. Kerner am 31. Mai 2007 war Bushido zu Gast und gab bekannt, dass Von der Skyline zum Bordstein zurück mit mittlerweile 200.000 verkauften Einheiten Platinstatus erreicht habe.
| Land/Region        | Auszeichnungen für Musikverkäufe (Land/Region, Auszeichnung, Verkäufe) | Verkäufe |
| ------------------ | ---------------------------------------------------------------------- | -------- |
| Deutschland (BVMI) | Platin                                                                 | 200.000  |
| Österreich (IFPI)  | Gold                                                                   | 15.000   |
| Insgesamt          | 1× Gold · 1× Platin ·                                                  | 215.000  |